# Dehidroepiandrosteron
Dehidroepiandrosteron (DHEA, Fidelin, androstenolon, prasteron, 3β-hidroksiandrost-5-en-17-on, 5-androsten-3β-ol-17-on) je važan endogeni steroidni hormon. On je najzastupljeniji circulišući steroid kod ljudi, kod kojih ga proizvode nadbubrežne žlezde, gonade, i mozak, gde on predominentno funkcioniše kao metabolički intermedijer u biosintezi androgena i estrogena seksualnih steroida. Međutim, DHEA takođe ima raznovrsne samostalne potencijalne biološke efekte. On se vezuje za niz nuklearnih površinskih receptora, i deluje kao neurosteroid.

## Istraživanja

### Kancer
Više in vitro studija je utvrdilo da DHEA ima antiproliferativne i apoptozne efekte na ćelijama kancera. Kliničkih značaj tih nalaza nije poznat. Visoki nivoi DHEA i drugih endogenih seksuаlnih hormona su u znatnoj meri vezani za povišeni rizik od razvoja raka dojki pre- i postmenopаuzalno.

## Spoljašnje veze
-{
- Information on DHEA from the Mayo Clinic
- DHEA in elderly women and DHEA or testosterone in elderly men Архивирано на веб-сајту  (26. март 2010), published in the New England Journal of Medicine in 2006. "Neither DHEA nor low-dose testosterone replacement in elderly people has physiologically relevant beneficial effects on body composition, physical performance, insulin sensitivity, or quality of life."
- DHEA, from the Skeptic's Dictionary
- ChemSub Online: Dehydroepiandrosterone - DHEA

}-